# Pilotrichella buchananii
Pilotrichella buchananii là một loài Rêu trong họ Meteoriaceae. Loài này được (Brid.) Besch. mô tả khoa học đầu tiên năm 1892.